# Борова (гміна Ґідле)
Борова (пол. Borowa) — село в Польщі, у гміні Ґідле Радомщанського повіту Лодзинського воєводства.
Населення — 324 особи (2011).
У 1975-1998 роках село належало до Ченстоховського воєводства.

## Демографія
Демографічна структура станом на 31 березня 2011 року:
|          | Загалом | Допрацездатний вік | Працездатний вік | Постпрацездатний вік |
| -------- | ------- | ------------------ | ---------------- | -------------------- |
| Чоловіки | 164     | 30                 | 109              | 25                   |
| Жінки    | 160     | 27                 | 80               | 53                   |
| Разом    | 324     | 57                 | 189              | 78                   |